# 北投街

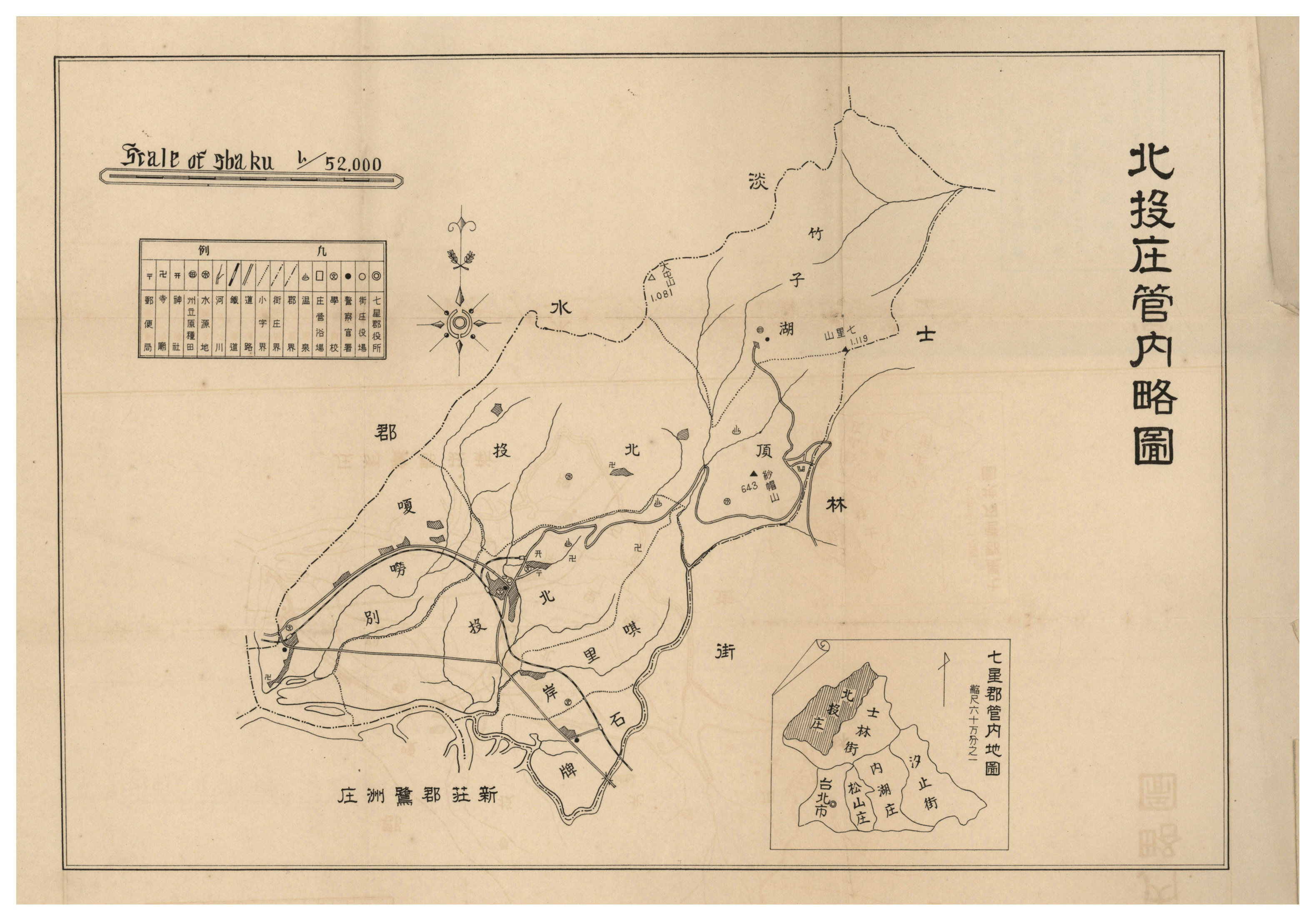
北投庄管内略図（1934年）

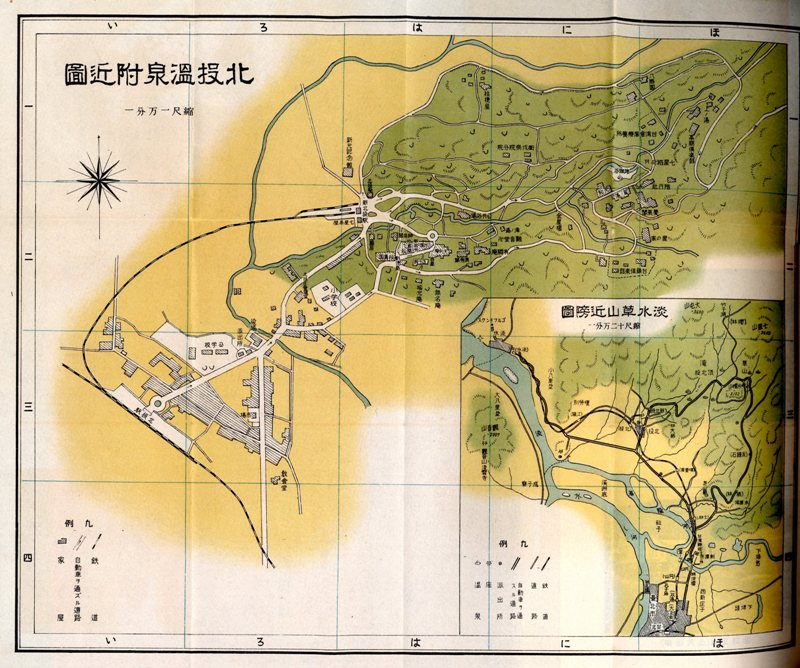
北投温泉附近図

北投街（ほくとうがい）は、日本統治時代の台湾に存在した街。台北州七星郡に属した。街域は現在の台北市北投区（洲美里を除く）に相当する。1920年（大正9年）の行政区画再編に伴って北投庄として設置され、1940年（昭和15年）に街制を施行した。

## 歴史
- 1920年（大正9年）10月1日 - 旧台北庁時代の士林支庁北投区の区域をもって北投庄が発足[1]。庄域に6の大字（北投（中国語版）・頂北投（中国語版）・竹子湖（中国語版）・嗄嘮別（中国語版）・唭里岸（中国語版）・石牌（中国語版））が設置される[2]。
- 1940年（昭和15年） - 街制を施行して北投街となる。
- 1945年（昭和20年）10月25日 - 中華民国国民政府による台湾接収に伴い、台湾総督府が廃止される。北投街は台湾省台北県七星区管轄下の北投鎮となる。

## 歴代首長
| 代       | 氏名     | 写真     | 在任期間        |
| 北投庄長 | 北投庄長 | 北投庄長 | 北投庄長        |
| -------- | -------- | -------- | --------------- |
| 1        | 潘光楷   |          | 1920年 - 1927年 |
| 2        | 桐村純一 |          | 1927年 - 1935年 |
| 3        | 平山元助 |          | 1935年 - 1939年 |
| 4        | 室園武   |          | 1939年 - 1940年 |
| 士林街長 |          |          |                 |
| 1        | 室園武   |          | 1940年 - 1945年 |

## 施設
- 北投街役場
- 北投郵便局

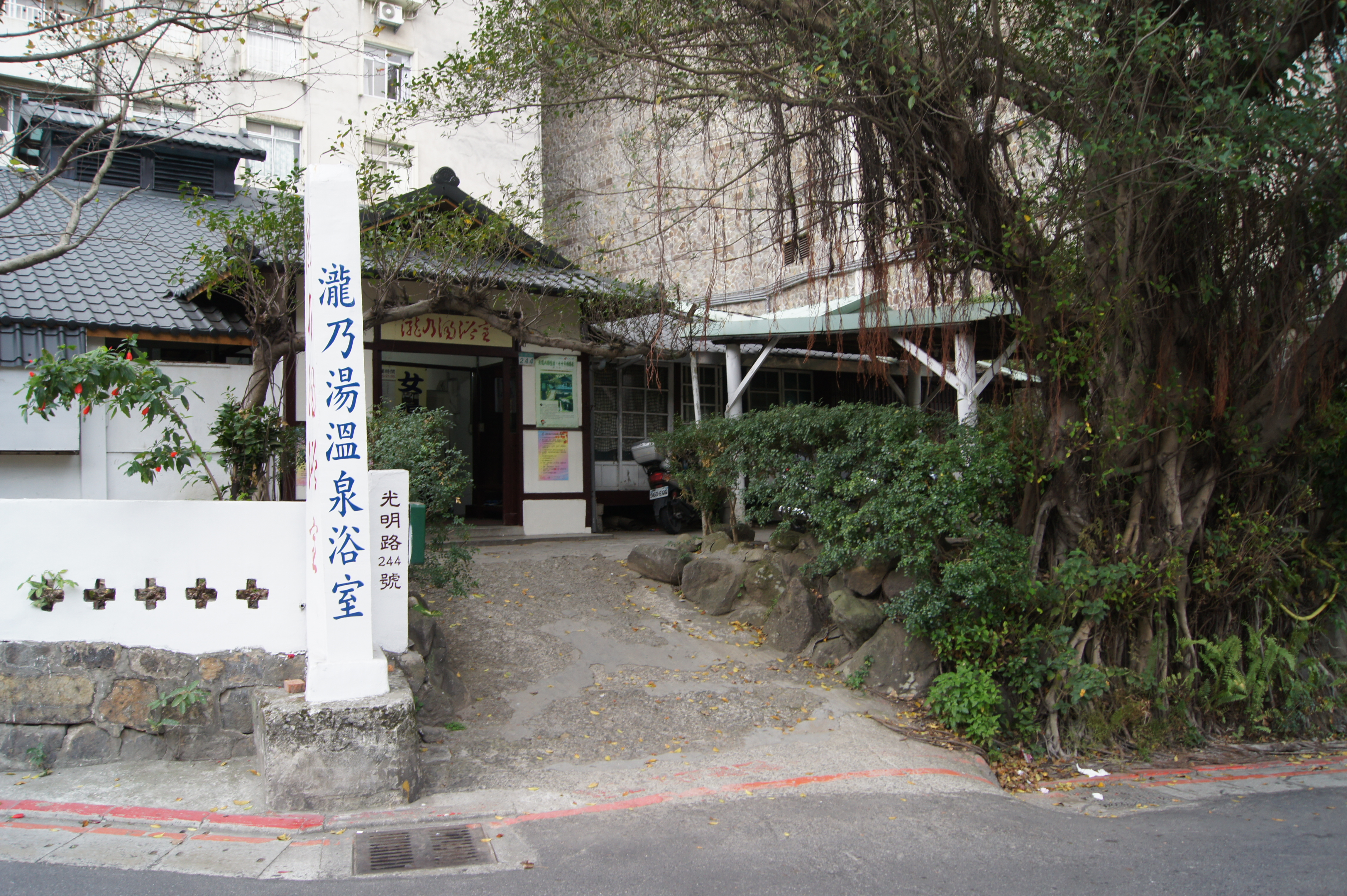
瀧乃湯

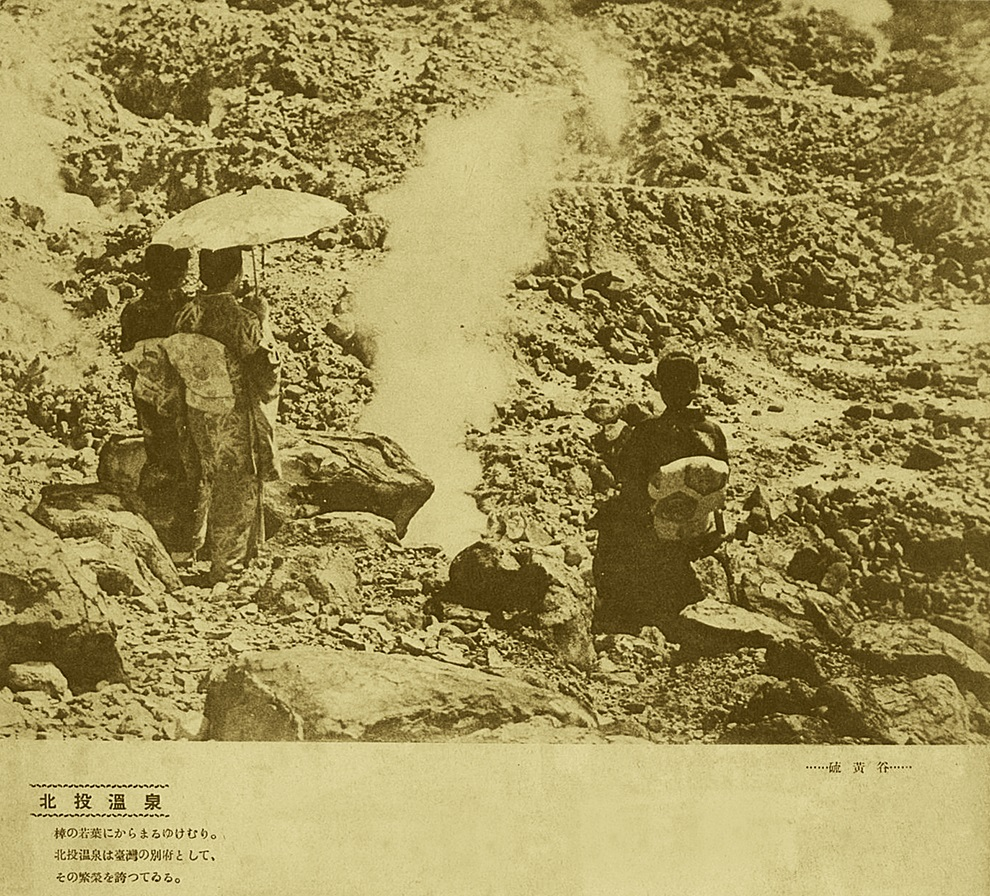
北投温泉の硫黄谷

- 台北陸軍病院北投分院（現：三軍総医院北投分院（中国語版）
- 関渡宮
- 慈生宮（中国語版）
- 善光寺台湾別院
- 長老教会北投教堂

### 教育
- 北投尋常小学校→北投国民学校（現：北投国民中学（中国語版））
- 北投公学校→七星国民学校（現：北投国民小学（中国語版））
  - 頂北投分教場（現：湖山国民小学）
- 石牌公学校→石牌国民学校（現：石牌国民小学（中国語版））
  - 溪洲底分教場（現：富安国民小学）
- 関渡公学校→関渡国民学校（現：関渡国民小学）

### 観光・娯楽
- 北投温泉
- 大屯国立公園
- 北投公園（中国語版）
- 関渡

## 交通

### 鉄道

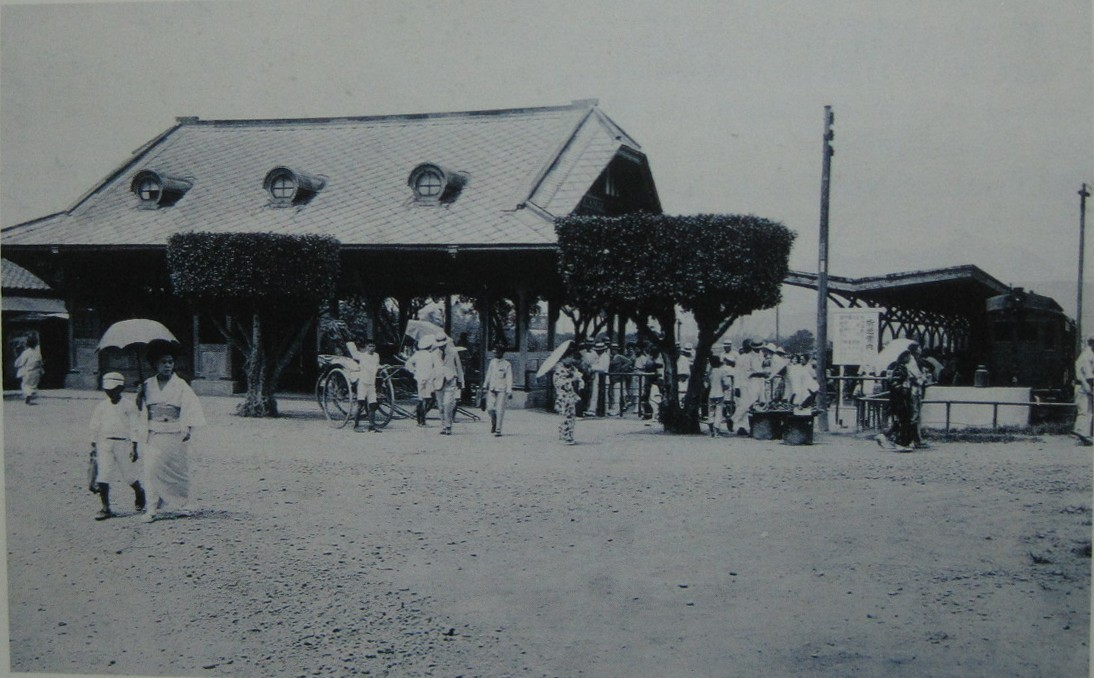
新北投駅

台湾総督府鉄道
- 淡水線
  - - 唭里岸 - 北投 - 江頭 -
- 新北投線
  - 北投 - 新北投